# Spielvereinigung Greuther Fürth 2003-2004
Questa voce raccoglie le informazioni riguardanti la Spielvereinigung Greuther Fürth nelle competizioni ufficiali della stagione 2003-2004.

## Stagione
Nella stagione 2003-2004 il Greuther Fürth, allenato da Eugen Hach, Werner Dreßel, Thomas Kost e Benno Möhlmann, concluse il campionato di 2. Bundesliga al 9º posto. In Coppa di Germania il Greuther Fürth fu eliminato ai quarti di finale dal Werder Brema.

## Rosa
| N. |                      | Ruolo | Calciatore         |
| -- | -------------------- | ----- | ------------------ |
| 1  | Germania (bandiera)  | P     | Sven Neuhaus       |
| 2  | Germania (bandiera)  | D     | Heiko Westermann   |
| 4  | Francia (bandiera)   | D     | Stéphane Leoni     |
| 5  | Germania (bandiera)  | D     | Thomas Kleine      |
| 6  | Germania (bandiera)  | C     | Mirko Reichel      |
| 7  | Germania (bandiera)  | C     | Thorsten Burkhardt |
| 8  | Germania (bandiera)  | C     | Mathias Surmann    |
| 9  | Germania (bandiera)  | A     | Danny Fuchs        |
| 10 | Germania (bandiera)  | A     | Marcus Feinbier    |
| 11 | Rep. Ceca (bandiera) | A     | Petr Ruman         |
| 12 | Germania (bandiera)  | D     | Christian Weber    |
| 13 | Germania (bandiera)  | D     | Michael Kümmerle   |

| N. |                           | Ruolo | Calciatore       |
| -- | ------------------------- | ----- | ---------------- |
| 14 | Germania (bandiera)       | C     | Olivier Caillas  |
| 15 | Germania (bandiera)       | C     | Florian Heller   |
| 16 | Germania (bandiera)       | D     | Carsten Birk     |
| 17 | Germania (bandiera)       | C     | Jan Hoffmann     |
| 18 | Germania (bandiera)       | A     | Christian Eigler |
| 20 | Germania (bandiera)       | A     | Sascha Rösler    |
| 21 | Costa d'Avorio (bandiera) | P     | Stephan Loboué   |
| 23 | Rep. Ceca (bandiera)      | C     | Lukáš Jarolím    |
| 25 | Camerun (bandiera)        | A     | Denis Dourandi   |
| 31 | Germania (bandiera)       | C     | Alf Mintzel      |
| 32 | Germania (bandiera)       | D     | Michael Rundio   |
| 33 | Marocco (bandiera)        | C     | Rachid Azzouzi   |

## Organigramma societario
Area tecnica
- Allenatore: Benno Möhlmann
- Allenatore in seconda: Werner Dreßel
- Preparatore dei portieri: Günther Reichold
- Preparatori atletici:

## Calciomercato

### Sessione estiva
| Acquisti | Acquisti        | Acquisti         | Acquisti |
| R.       | Nome            | da               | Modalità |
| -------- | --------------- | ---------------- | -------- |
| A        | Marcus Feinbier | LR Ahlen         |          |
| A        | Danny Fuchs     | Karlsruhe        |          |
| C        | Florian Heller  | Bayern Monaco II |          |
| C        | Jan Hoffmann    | Reutlingen       |          |
| C        | Uğur İnceman    | St. Pauli        |          |
| D        | Thomas Kleine   | Bayer Leverkusen |          |
| C        | Alf Mintzel     | Würzburg         |          |
| D        | Dajan Šimac     | Kaiserslautern   |          |

| Cessioni | Cessioni          | Cessioni             | Cessioni |
| R.       | Nome              | da                   | Modalità |
| -------- | ----------------- | -------------------- | -------- |
| C        | Dennis Hillebrand | LR Ahlen             |          |
| C        | Rachid Azzouzi    | Chongqing Liangjiang |          |
| A        | Atilla Birlik     | Malatyaspor          |          |
| D        | Sven Boy          | Lubecca              |          |
| C        | Zoran Mamić       | LR Ahlen             |          |
| C        | Patrick Mölzl     | St. Pauli            |          |
| A        | Gustav Policella  | Kickers Offenbach    |          |
| A        | Stefan Reisinger  | Wacker Burghausen    |          |
| D        | Björn Schlicke    | Amburgo              |          |
| A        | Xie Hui           | Chongqing Liangjiang |          |

### Sessione invernale
| Acquisti | Acquisti       | Acquisti  | Acquisti |
| R.       | Nome           | da        | Modalità |
| -------- | -------------- | --------- | -------- |
| D        | Michael Rundio | Stoccarda |          |

| Cessioni | Cessioni      | Cessioni        | Cessioni |
| R.       | Nome          | da              | Modalità |
| -------- | ------------- | --------------- | -------- |
| D        | Dajan Šimac   | Wehen Wiesbaden |          |
| A        | Valdas Trakys | Osnabrück       |          |
| C        | Uğur İnceman  | Manisaspor      |          |

## Risultati

### 2. Bundesliga

#### Girone di andata
| Arbitro: | Schmidt |

|                 |           |                                       |
| Rösler 23’, 52’ | Marcatori | 12’, 42’, 78’ (rig.) Copado 62’ Römer |

| Ratisbona 8 agosto 2003, ore 19:00 CEST 2ª giornata | Jahn Ratisbona | 0 – 0 referto | Greuther Fürth | Jahnstadion (11 200 spett.)\| Arbitro: \| Kircher \| |
| Arbitro:                                            | Kircher        |               |                |                                                      |

| Arbitro: | Koop |

|                                        |           |                            |
| Trakys 15’ Ruman 34’ Kümmerle 54’, 70’ | Marcatori | 41’ Keller 89’ Patschinski |

| Arbitro: | Pickel |

|                     |           |  |
| Keïta 24’, 71’, 76’ | Marcatori |  |

| Arbitro: | Frank |

|                                                      |           |            |
| Feinbier 6’, 34’ Ruman 10’, 40’, 60’ Eigler 73’, 89’ | Marcatori | 17’ Meijer |

| Arbitro: | Trautmann |

|            |           |             |
| Mintál 22’ | Marcatori | 88’ Reichel |

| Arbitro: | Weber |

|             |           |                          |
| İnceman 72’ | Marcatori | 55’ von Walsleben-Schied |

| Arbitro: | Drees |

|                                            |           |                    |
| Kampf 14’ Surmann 34’ (aut.) Radulović 77’ | Marcatori | 90’ (rig.) Reichel |

| Arbitro: | Stachowiak |

|                               |           |  |
| Caillas 3’ Reichel 22’ (rig.) | Marcatori |  |

| Arbitro: | Seemann |

|              |           |  |
| Eggimann 90’ | Marcatori |  |

| Arbitro: | Gagelmann |

|                        |           |                                 |
| Feinbier 30’ Ruman 72’ | Marcatori | 45’ Mokhtari 57’ Younga-Mouhani |

| Arbitro: | Walz |

|           |           |                              |
| Kramny 2’ | Marcatori | 21’, 90’ Ruman 74’ Burkhardt |

| Arbitro: | Drees |

|                         |           |          |
| Caillas 7’ Burkhardt 9’ | Marcatori | 4’ Silva |

| Arbitro: | Trautmann |

|                |           |              |
| Shubitidze 39’ | Marcatori | 21’ Feinbier |

| Arbitro: | Rafati |

|              |           |            |
| Porcello 40’ | Marcatori | 87’ Kleine |

| Arbitro: | Raquet |

|                     |           |                             |
| Ruman 30’, 42’, 69’ | Marcatori | 13’, 48’ Ahanfouf 23’ Drsek |

| Arbitro: | Späker |

|           |           |  |
| Würll 82’ | Marcatori |  |

#### Girone di ritorno
| Arbitro: | Fröhlich |

|                     |           |               |
| Copado 2’, 66’, 90’ | Marcatori | 33’ Burkhardt |

| Arbitro: | Pickel |

|                       |           |                          |
| Caillas 14’ Ruman 57’ | Marcatori | 29’ Kritzer 41’ Willmann |

| Arbitro: | Hoyzer |

|                        |           |  |
| Keller 54’ Racanel 75’ | Marcatori |  |

| Arbitro: | Merk |

|                   |           |                                  |
| Feinbier 32’, 55’ | Marcatori | 35’ (rig.) Baumgart 78’ Sobotzik |

| Aquisgrana 27 febbraio 2004, ore 19:00 CET 22ª giornata | Alemannia Aquisgrana | 0 – 0 referto | Greuther Fürth | Stadio Tivoli (13 309 spett.)\| Arbitro: \| Marks \| |
| Arbitro:                                                | Marks                |               |                |                                                      |

| Arbitro: | Schmidt |

|                  |           |                                |
| Feinbier 6’, 37’ | Marcatori | 11’ (aut.) Kleine 79’ Kießling |

| Arbitro: | Weber |

|  |           |            |
|  | Marcatori | 18’ Heller |

| Arbitro: | Kinhöfer |

|  |           |              |
|  | Marcatori | 8’ Radulović |

| Arbitro: | Schriever |

|                                      |           |                        |
| Chiquinho 12’ N'Diaye 66’ Benčík 80’ | Marcatori | 54’ Feinbier 63’ Ruman |

| Arbitro: | Hoyzer |

|                              |           |           |
| Ruman 61’ Azzouzi 64’ (rig.) | Marcatori | 8’ Saenko |

| Arbitro: | Scheppe |

|  |           |                        |
|  | Marcatori | 24’ Feinbier 85’ Ruman |

| Arbitro: | Rafati |

|                                          |           |            |
| Bódog 34’ (aut.) Rösler 44’ Feinbier 73’ | Marcatori | 62’ Gerber |

| Arbitro: | Gagelmann |

|                                                  |           |                       |
| Latoundji 52’ Berhalter 56’ Löw 75’ Gebhardt 85’ | Marcatori | 38’ Eigler 88’ Rösler |

| Arbitro: | Kemmling |

|                                                         |           |                     |
| Feinbier 6’ Rösler 15’ (rig.), 75’ Ruman 44’ Eigler 88’ | Marcatori | 12’ (rig.) Emmerich |

| Arbitro: | Gräfe |

|           |           |                   |
| Ruman 65’ | Marcatori | 25’, 29’ Dammeier |

| Arbitro: | Meyer |

|                    |           |             |
| Reichel 41’ (aut.) | Marcatori | 38’ Caillas |

| Arbitro: | Schriever |

|                         |           |  |
| Rösler 43’ Feinbier 75’ | Marcatori |  |

### Coppa di Germania
| Arbitro: | Weber |

|  |           |                                       |
|  | Marcatori | 19’ Feinbier 35’ Westermann 41’ Ruman |

| Arbitro: | Schmidt |

|           |           |                         |
| Weikl 63’ | Marcatori | 18’ Hoffmann 118’ Weber |

| Arbitro: | Koop |

|                             |                      |                            |
| Kringe 23’                  | Marcatori            | 76’ Kleine                 |
| Kringe Cullmann Voigt Doğan | Tiri di rigore 1 – 3 | Westermann Kleine Kümmerle |

| Arbitro: | Kinhöfer |

|                                |           |                                     |
| Ismaël 73’ (aut.) Feinbier 76’ | Marcatori | 18’ Stalteri 90’ Micoud 90’ Klasnić |

## Statistiche

### Statistiche di squadra
| Competizione      | Punti | In casa | In casa | In casa | In casa | In casa | In casa | In trasferta | In trasferta | In trasferta | In trasferta | In trasferta | In trasferta | Totale | Totale | Totale | Totale | Totale | Totale | DR  |
| Competizione      | Punti | G       | V       | N       | P       | Gf      | Gs      | G            | V            | N            | P            | Gf           | Gs           | G      | V      | N      | P      | Gf     | Gs     | DR  |
| ----------------- | ----- | ------- | ------- | ------- | ------- | ------- | ------- | ------------ | ------------ | ------------ | ------------ | ------------ | ------------ | ------ | ------ | ------ | ------ | ------ | ------ | --- |
| 2. Bundesliga     | 45    | 17      | 8       | 6       | 3       | 42      | 26      | 17           | 3            | 6            | 8            | 16           | 25           | 34     | 11     | 12     | 11     | 58     | 51     | +7  |
| Coppa di Germania | -     | 1       | 0       | 0       | 1       | 2       | 3       | 3            | 2            | 1            | 0            | 6            | 2            | 4      | 2      | 1      | 1      | 8      | 5      | +3  |
| Totale            | 45    | 18      | 8       | 6       | 4       | 44      | 29      | 20           | 5            | 7            | 8            | 22           | 27           | 38     | 13     | 13     | 12     | 66     | 56     | +10 |

### Andamento in campionato
| Giornata  | 1  | 2  | 3  | 4  | 5 | 6 | 7 | 8  | 9 | 10 | 11 | 12 | 13 | 14 | 15 | 16 | 17 | 18 | 19 | 20 | 21 | 22 | 23 | 24 | 25 | 26 | 27 | 28 | 29 | 30 | 31 | 32 | 33 | 34 |
| --------- | -- | -- | -- | -- | - | - | - | -- | - | -- | -- | -- | -- | -- | -- | -- | -- | -- | -- | -- | -- | -- | -- | -- | -- | -- | -- | -- | -- | -- | -- | -- | -- | -- |
| Luogo     | C  | T  | C  | T  | C | T | C | T  | C | T  | C  | T  | C  | T  | T  | C  | T  | T  | C  | T  | C  | T  | C  | T  | C  | T  | C  | T  | C  | T  | C  | C  | T  | C  |
| Risultato | P  | N  | V  | P  | V | N | N | P  | V | P  | N  | V  | V  | N  | N  | N  | P  | P  | N  | P  | N  | N  | N  | V  | P  | P  | V  | V  | V  | P  | V  | P  | N  | V  |
| Posizione | 17 | 14 | 10 | 14 | 7 | 7 | 8 | 13 | 7 | 12 | 12 | 9  | 7  | 7  | 7  | 9  | 10 | 12 | 11 | 12 | 13 | 14 | 15 | 13 | 15 | 15 | 14 | 12 | 9  | 10 | 9  | 10 | 10 | 9  |

Legenda:

Luogo: C = Casa; T = Trasferta. Risultato: V = Vittoria; N = Pareggio; P = Sconfitta.

### Statistiche dei giocatori
| Giocatore     | 2. Bundesliga | 2. Bundesliga | 2. Bundesliga | 2. Bundesliga | Coppa di Germania | Coppa di Germania | Coppa di Germania | Coppa di Germania | Totale   | Totale | Totale      | Totale     |
| Giocatore     | Presenze      | Reti          | Ammonizioni   | Espulsioni    | Presenze          | Reti              | Ammonizioni       | Espulsioni        | Presenze | Reti   | Ammonizioni | Espulsioni |
| ------------- | ------------- | ------------- | ------------- | ------------- | ----------------- | ----------------- | ----------------- | ----------------- | -------- | ------ | ----------- | ---------- |
| R. Azzouzi    | 12            | 1             | 4             | 0             | 0                 | 0                 | 0                 | 0                 | 12       | 1      | 4           | 0          |
| C. Birk       | 21            | 0             | 4             | 0             | 3                 | 0                 | 1                 | 0                 | 24       | 0      | 5           | 0          |
| T. Burkhardt  | 27            | 3             | 2             | 0             | 4                 | 0                 | 0                 | 0                 | 31       | 3      | 2           | 0          |
| O. Caillas    | 30            | 4             | 12            | 1             | 4                 | 0                 | 0                 | 0                 | 34       | 4      | 12          | 1          |
| D. Dourandi   | 1             | 0             | 0             | 0             | 1                 | 0                 | 0                 | 0                 | 2        | 0      | 0           | 0          |
| C. Eigler     | 27            | 4             | 1             | 0             | 4                 | 0                 | 1                 | 0                 | 31       | 4      | 2           | 0          |
| M. Feinbier   | 29            | 13            | 4             | 0             | 3                 | 2                 | 0                 | 0                 | 32       | 15     | 4           | 0          |
| D. Fuchs      | 2             | 0             | 1             | 0             | 0                 | 0                 | 0                 | 0                 | 2        | 0      | 1           | 0          |
| F. Heller     | 28            | 1             | 3             | 0             | 1                 | 0                 | 0                 | 0                 | 29       | 1      | 3           | 0          |
| D. Hillebrand | 1             | 0             | 0             | 0             | 0                 | 0                 | 0                 | 0                 | 1        | 0      | 0           | 0          |
| J. Hoffmann   | 19            | 0             | 2             | 0             | 3                 | 1                 | 1                 | 0                 | 22       | 1      | 3           | 0          |
| L. Jarolím    | 5             | 0             | 0             | 0             | 1                 | 0                 | 0                 | 0                 | 6        | 0      | 0           | 0          |
| T. Kleine     | 31            | 1             | 3             | 1             | 4                 | 1                 | 2                 | 0                 | 35       | 2      | 5           | 1          |
| M. Kümmerle   | 15            | 2             | 1             | 0             | 2                 | 0                 | 0                 | 0                 | 17       | 2      | 1           | 0          |
| S. Leoni      | 0             | 0             | 0             | 0             | 0                 | 0                 | 0                 | 0                 | 0        | 0      | 0           | 0          |
| S. Loboué     | 10            | 0             | 1             | 0             | 2                 | 0                 | 0                 | 0                 | 12       | 0      | 1           | 0          |
| A. Mintzel    | 5             | 0             | 0             | 0             | 0                 | 0                 | 0                 | 0                 | 5        | 0      | 0           | 0          |
| S. Neuhaus    | 25            | 0             | 0             | 0             | 2                 | 0                 | 0                 | 0                 | 27       | 0      | 0           | 0          |
| M. Reichel    | 21            | 3             | 3             | 1             | 1                 | 0                 | 0                 | 0                 | 22       | 3      | 3           | 1          |
| P. Ruman      | 28            | 16            | 14            | 0             | 4                 | 1                 | 3                 | 0                 | 32       | 17     | 17          | 0          |
| M. Rundio     | 4             | 0             | 0             | 0             | 0                 | 0                 | 0                 | 0                 | 4        | 0      | 0           | 0          |
| S. Rösler     | 9             | 7             | 0             | 1             | 0                 | 0                 | 0                 | 0                 | 9        | 7      | 0           | 1          |
| M. Surmann    | 31            | 0             | 2             | 1             | 4                 | 0                 | 2                 | 0                 | 35       | 0      | 4           | 1          |
| V. Trakys     | 7             | 1             | 1             | 0             | 1                 | 0                 | 0                 | 0                 | 8        | 1      | 1           | 0          |
| C. Weber      | 33            | 0             | 9             | 0             | 4                 | 1                 | 0                 | 0                 | 37       | 1      | 9           | 0          |
| H. Westermann | 34            | 0             | 2             | 0             | 4                 | 1                 | 0                 | 0                 | 38       | 1      | 2           | 0          |
| U. İnceman    | 13            | 1             | 3             | 0             | 2                 | 0                 | 0                 | 0                 | 15       | 1      | 3           | 0          |
| D. Šimac      | 1             | 0             | 0             | 0             | 0                 | 0                 | 0                 | 0                 | 1        | 0      | 0           | 0          |